# Поповка (Шахти)
Поповка, Попівка (рос. Поповка) — місцевість на півдні міста Шахти Ростовської області. Попівський був сільцем й після скасування кріпацтва 1861 року, - хутором Кривянського юрту Черкаського округу.
Місцевість розташована над річкою Грушівка.

## Історія
Власницьке поселення Попівське було засноване 1805 року над Грушівкою, сотником Федіром Поповим. 1809 року Попов збудував першу копальню колодязного типу, а його кріпаки стали шахтарями. 1810 року Попівське продано з аукціону полковнику Грекову, що продовжив копати вугілля.
На 1859 рік Попівське власницьке поселення відносилося до Кривянського юрту налічувало 11 дворових садиб; 55 осіб (35 чоловіків й 30 жінок).
На 1873 рік Поповський хутір був розташований за 2 версти від станції Шахтної; налічував 42 дворових господарств; 276 осіб (144 чоловіків й 132 жінки).
У 1920-1924 відносилося до української Шахтинської округи УСРР.

## Вулиці
- Атайський провулок,
- Білоруський провулок,
- вулиця Весела Гірка,
- Вороб'євський провулок,
- провулок Гайдара,
- 1-ша Донецька вулиця,
- 2-га Донецька вулиця,
- Жемчужна вулиця,
- Землєдєльчеська вулиця,
- Елеваторна вулиця,
- Кленовий провулок,
- Комісаржевський провулок,
- Комуністичний провулок,
- Корєнний провулок, - у центрі історичного Поповського хутора
- Космодем'янська вулиця, - у центрі історичного Поповського хутора
- Краснозаріченська вулиця,
- Крестьянський провулок,
- провулок Крутий спуск,
- вулиця Малишева,
- Мєльничний провулок,
- Нахічеванський провулок,
- Новий провулок,
- Особа вулиця,
- Пермський провулок,
- Піщана вулиця,
- Полєвой провулок,
- вулиця Побєди, - у центрі історичного Поповського хутора,
- Прогонний провулок,
- Професійна вулиця, - у центрі історичного Поповського хутора
- Прямий провулок,
- Російська вулиця,
- вулиця Пулковського, - у центрі історичного Поповського хутора
- Сімеїзький провулок,
- Смольний провулок,
- Снєжний провулок,
- Солнечна вулиця,
- вулиця Стреникова,
- Сухумська вулиця,
- Тульський провулок,
- Урожайна вулиця,
- вулиця Хетагурова,
- Цілинний провулок,
- Черепичний провулок.